# Grand Prix International CAA de Douala 2022
Der Grand Prix International CAA de Douala 2022 war eine Leichtathletik-Veranstaltung die am 27. März 2022 im Stade Omnisport de Douala (QSAC) in der kamerunischen Stadt Douala stattfand. Sie war Teil der World Athletics Continental Tour und war das erste Silber-Meeting des Jahres.

## Resultate

### Männer

#### 100 m
| Platz | Athlet                    | Land | Zeit (s) |
| ----- | ------------------------- | ---- | -------- |
| 1     | Emmanuel Eseme            | CMR  | 10,41    |
| 2     | Raphael Ngaguele Mberlina | CMR  | 10,42    |
| 3     | Jean Marc Allokoua        | CIV  | 10,59 PB |
| 4     | Jean Tarcisius Batamboc   | CMR  | 10,74    |
| 5     | Didier Kiki               | BEN  | 10,79    |
| 6     | Hamayadji Ibrahima        | CMR  | 10,81    |
| 7     | David Nguema Allogho      | GAM  | 10,97    |
| 8     | Justin Sengiyumva         | RWA  | 11,01 PB |

Wind: +0,2 m/s

#### 200 m
| Platz | Athlet                    | Land | Zeit (s) |
| ----- | ------------------------- | ---- | -------- |
| 1     | Emmanuel Eseme            | CMR  | 20,96    |
| 2     | Raphael Ngaguele Mberlina | CMR  | 21,22    |
| 3     | Jean Marc Allokoua        | CIV  | 21,33 PB |
| 4     | Adrin Virgil Zedong       | CMR  | 22,18    |
| 5     | Didier Kiki               | BEN  | 22,24    |
| 6     | David Nguema Allogho      | GAM  | 22,37    |
| 7     | Frank Hoye Moukoula Wissy | GAM  | 22,44    |

Wind: +0,2 m/s

#### 400 m
| Platz | Athlet                      | Land | Zeit (s) |
| ----- | --------------------------- | ---- | -------- |
| 1     | Aboubakar Tetnap Nsangou    | CMR  | 46,96    |
| 2     | Martial Etoa                | CMR  | 47,96 SB |
| 3     | Dylan Frederick Manga Ondoa | CMR  | 49,73    |
| 4     | Valery Moyong               | CMR  | 50,20 PB |
| 5     | Corneille Junior Ayingouka  | CAF  | 50,37 PB |
| 6     | Abdoulrahim Mahamat         | CHA  | 50,50 PB |
| 7     | Ahmat Moussa                | CHA  | 50,54    |

#### 800 m
| Platz | Athlet              | Land | Zeit (min) |
| ----- | ------------------- | ---- | ---------- |
| 1     | Donald Nyamjua      | CMR  | 1:54,63    |
| 2     | Samuel Dari         | CHA  | 1:56,17 PB |
| 3     | André Abba Sali     | CMR  | 1:56,46 PB |
| 4     | Sammy Carlos Engolo | CMR  | 1:57,10 SB |
| 5     | Shadrack Koiyala    | KEN  | 1:57,96 PB |
| 6     | Aboubakar Soudi     | CMR  | 1:59,62    |

#### 5000 m
| Platz | Athlet       | Land | Zeit (min) |
| ----- | ------------ | ---- | ---------- |
| 1     | Evele Dindze | CMR  | 15:17,32   |

#### Hochsprung
| Platz | Athlet                       | Land | Höhe (m) |
| ----- | ---------------------------- | ---- | -------- |
| 1     | Fredy Kevin Oyono            | CMR  | 2,00     |
| 1     | François Joël Moudio         | CMR  | 2,00     |
| 3     | Oscar Brlland Bayemi Hangban | CMR  | 1,95 SB  |
| 4     | Elca-Charles Ambourouet      | GAB  | 1,90     |

#### Weitsprung
| Platz | Athletin               | Land | Weite (m) |
| ----- | ---------------------- | ---- | --------- |
| 1     | Apollinaire Yinra      | CMR  | 7,56      |
| 2     | Leonard Botia          | CMR  | 7,47      |
| 3     | Fredy Kevin Oyono      | CMR  | 7,42      |
| 4     | Raymond Nkwemy Tchomfa | CMR  | 7,31      |
| 5     | Derrick Gama           | CMR  | 7,17      |
| 6     | N'zebou Attoungbre     | CIV  | 7,08      |

#### Dreisprung
| Platz | Athletin               | Land | Weite (m) |
| ----- | ---------------------- | ---- | --------- |
| 1     | Derrick Gama           | CMR  | 16,02     |
| 2     | Raymond Nkwemy Tchomfa | CMR  | 15,85     |
| 3     | N’Zebou Guy Attoungbe  | CIV  | 15,32     |
| 4     | Victoire Kobobe        | CMR  | 15,30     |

#### Diskuswurf
| Platz | Athlet                  | Land | Weite (m) |
| ----- | ----------------------- | ---- | --------- |
| 1     | Lucien Wangba           | CMR  | 51,56 PB  |
| 2     | Billy Takougoum Kuitche | CMR  | 46,03 SB  |
| 3     | John Nkeng              | CMR  | 39,19     |

#### Speerwurf
| Platz | Athlet          | Land | Weite (m) |
| ----- | --------------- | ---- | --------- |
| 1     | Claude Chamaken | CMR  | 61,26     |

### Frauen

#### 100 m
| Platz | Athlet                   | Land | Zeit (s) |
| ----- | ------------------------ | ---- | -------- |
| 1     | Natacha Ngoye Akamabi    | CGO  | 11,61    |
| 2     | Maboundou Koné           | CIV  | 11,63    |
| 3     | Maria Thompson Omokwe    | NGR  | 11,88    |
| 4     | Pierrick-linda Moulin    | GAB  | 11,88    |
| 5     | Akouvi Judith Koumedzina | TOG  | 12,17    |
| 6     | Irene Bell Bonong        | CMR  | 12,20    |
| 7     | Stéphanie Njuh Nstella   | CMR  | 12,22    |

Wind: +1,2 m/s

#### 200 m
| Platz | Athlet                 | Land | Zeit (s) |
| ----- | ---------------------- | ---- | -------- |
| 1     | Maboundou Koné         | CIV  | 23,83    |
| 2     | Natacha Ngoye Akamabi  | CGO  | 24,29    |
| 3     | Pierrick-linda Moulin  | GAB  | 24,81    |
| 4     | Irene Bell Bonong      | CMR  | 25,02    |
| 5     | Herverge Kole Etame    | CMR  | 25,11    |
| 6     | Stéphanie Njuh Nstella | CMR  | 25,19    |

Wind: −0,4 m/s

#### 400 m
| Platz | Athlet              | Land | Zeit (s) |
| ----- | ------------------- | ---- | -------- |
| 1     | Linda Angounou      | CMR  | 54,73    |
| 2     | Davito Oloh         | TOG  | 56,21 PB |
| 3     | Herverge Kole Etame | CMR  | 58,15 SB |
| 4     | Sara Andeme Afiri   | CMR  | 61,28    |

#### 800 m
| Platz | Athlet         | Land | Zeit (min) |
| ----- | -------------- | ---- | ---------- |
| 1     | Adèle Mafogang | CMR  | 2:17,70    |
| 2     | Sandra Biloo   | CMR  | 2:19,15    |

#### 5000 m
| Platz | Athlet                | Land | Zeit (min) |
| ----- | --------------------- | ---- | ---------- |
| 1     | Denise Faria Moulla   | CMR  | 17:38,77   |
| 2     | Ghaifee Ngong Sylvera | CMR  | 18:54,27   |

#### 400 m Hürden
| Platz | Athlet             | Land | Zeit (s) |
| ----- | ------------------ | ---- | -------- |
| 1     | Linda Angounou     | CMR  | 59,80    |
| 2     | Davito Oloh        | TOG  | 62,49 PB |
| 3     | Adèle Mafogang     | CMR  | 62,72 PB |
| 4     | Valdez Moudangwedi | CMR  | 68,04 PB |

#### Weitsprung
| Platz | Athletin                  | Land | Weite (m) |
| ----- | ------------------------- | ---- | --------- |
| 1     | Véronique Kossenda Rey    | CMR  | 6,37      |
| 2     | Kevine Linda Kouoche      | CMR  | 5,92      |
| 3     | Pauline Raissa Ngouopou   | CMR  | 5,91      |
| 4     | Justice Aimee Tono Ondobo | CMR  | 5,63      |

#### Dreisprung
| Platz | Athletin                  | Land | Weite (m) |
| ----- | ------------------------- | ---- | --------- |
| 1     | Véronique Kossenda Rey    | CMR  | 13,41     |
| 2     | Pauline Raissa Ngouopou   | CMR  | 12,97     |
| 3     | Kevine Linda Kouoche      | CMR  | 12,73     |
| 4     | Justice Aimee Tono Ondobo | CMR  | 12,62     |
| 5     | Alida Enko                | CMR  | 11,48     |